# Municipio de Palizada
El municipio de Palizada es uno de los 13 municipios del estado mexicano de Campeche, localizado al suroeste del territorio, junto a la frontera con Tabasco. Su cabecera municipal es Palizada.

## Geografía
El municipio de Palizada se encuentra en el extremo suroeste del territorio de Campeche, formando parte de la planicie tabasqueña, limita únicamente con el municipio del Carmen en Campeche, y al oeste con el estado de Tabasco, en particular con los municipios de Emiliano Zapata, Jonuta y Centla.
Su extensión territorial es de 2,071.70 km² que representan el 4.19% del territorio de Campeche; sus coordenadas geográficas extremas son 17° 56'-18° 36' de latitud norte y 91° 39'-92° 14' de longitud oeste, y todo su territorio se encuentra a nivel del mar.

### Topografía e hidrografía
El territorio es completamente plano, con ondulaciones mínimas que alcanza una altura máxima de 40 m s. n. m., constituyendo una amplia planicie inundable que es extensión del vecino estado de Tabasco, particularmente de los Pantanos de Centla.
La zona donde se localiza el municipio de Palizada es una de las ricas en recursos hídricos de México, formando parte de las cuencas del río Grijalva y el río Usumacinta, los más caudalosos del país, todos sus ríos son en realidad ramales del río Usumacinta que en la amplia llanura se bifurca varias veces, el principal de estos es el río Palizada, del que toma el nombre el municipio que se separa del Usumacinta en la Boca de Amatitlán y atraviesa en sentido suroeste-noreste el municipio, desembocando en la Laguna de Términos; existen además el río Viejo, el río Limonar y el río Isleño, que desaguan también en la Laguna de Términos, además de numerosas pequeñas corrientes y lagunas formadas por los constantes flujos de las aguas.
Todo el territorio de Palizada pertenece a la Región hidrológica Grijalva-Usumacinta y a dos diferentes cuencas, la zona norte y este forma la Cuenca Laguna de Términos y el resto del territorio la Cuenca del río Usumacinta.

### Clima y ecosistemas
Todo el municipio de Palizada registra el clima Cálido húmedo con lluvias abundantes en verano; la temperatura media anual de toda su extensión territorial es superior a los 26 °C; y la precipitación promedio anual superior a los 1 500 mm, siendo la precipitación promedio más elevada del país.
La gran llanura que lo conforma se encuentra cubierta por selva baja perennifolia, existiendo también amplias zonas con pastizal y tular, en las que abundan el chicozapote, ramón, palo de tinte, caoba, guayacán, ciricote y maculís. En su zona costera en la Laguna de Términos y en los muchos cuerpos de agua del interior coexisten el tule y el mangle.

## Demografía
Según el Conteo de Población y Vivienda de 2005 realizado por el Instituto Nacional de Estadística y Geografía, la población del municipio de Palizada es de 8,290 habitantes, de los cuales 4,229 son hombres y 4,061 son mujeres.

Principales localidades

### Localidades
El municipio tiene un total de 157 localidades. Las principales localidades y su población son las siguientes:
| Código INEGI      | Localidad           | Población (2020) |
| ----------------- | ------------------- | ---------------- |
| 040070001         | Palizada            | 3 061            |
| 040070110         | Ribera Santa Isabel | 583              |
| 040070056         | El Juncal           | 551              |
| Otras localidades | Otras localidades   | 4 776            |
| Total municipal   | Total municipal     | 8 971            |

## Política
El gobierno del municipio le corresponde al ayuntamiento, el cual está integrado por el presidente municipal, un síndico de mayoría relativa y uno de representación proporcional, 5 regidores de mayoría y tres de representación proporcional. Todos son electos para ejercer su cargo durante un periodo de tres años, no pudiendo ser reelectos para el periodo inmediato, pero si de forma alternada.

### División administrativa
El municipio se divide en 28 delegaciones municipales, que dan cumplimento a funciones de seguridad y administración. Y no cuenta con ninguna junta municipal.

### Representación legislativa
Para la elección de Diputados al Congreso de Campeche y a la Cámara de Diputados federal, Palizada se encuentra integrada en los siguientes distritos:
Local:
- XX Distrito Electoral Federal de Campeche con cabecera en Palizada.[13]

Federal:
- II Distrito Electoral Federal de Campeche con cabecera en Ciudad del Carmen.[14]

### Presidentes municipales
- (1997 - 2000): Genaro Abreu Barroso
- (2000 - 2003): Javier Zavala Ballona
- (2003 - 2006): Deyro Cámara Damas 5
- (2006 - 2009): Luis Ayala Menéndez
- (2009 - 2012): Vicente Guerrero del Rivero